# 주니어 마스터셰프
주니어 마스터셰프는 1994년부터 영국에서 방영된 어린이를 대상으로 한 요리 오디션 프로그램이다. 주니어 마스터셰프 시리즈의 원조이며, 호주, 미국으로 수출되었다.